# Abdul Salam Arif
Abdul Salam Mohammed ʿArif Al-Jumaili (Arabiska: عبد السلام محمد عارف الجميلي ʿAbd al-Salām Muḥammad ʿĀrif al-Jumaylī) mars 1921 – 13 april 1966) var en irakisk militärofficer och politiker som tjänstgjorde som Iraks andre president från 1963 till sin död i en flygolycka 1966. Han spelade en ledande roll i 14 julirevolutionen, där den hashemitiska monarkin störtades den 14 juli 1958.

## 1958 års kupp och konflikt med Qasim
Tillsammans med Abdel Karim Qasim och andra irakiska militärofficerare var Arif medlem i den hemliga organisationen Iraks fria officerare. Liksom Qasim tjänstgjorde Arif med utmärkelse i det annars misslyckade arabisk-israeliska kriget 1948, där han erövrade Jenin i det som nu är Västbanken i Palestina från israeliska försvarsstyrkor. Under sommaren 1958 beordrade premiärminister Nuri al-Said irakiska trupper under Arif att bistå Jordanien, som en del av ett avtal mellan Arabiska federationen. Istället ledde han dock sina arméenheter in i Bagdad och den 14 juli inledde han en kupp mot den hashemitiska monarkin. Qasim bildade en regering under den nyligen utropade republiken och Arif, hans chefsassistent, utsågs till vice premiärminister, inrikesminister och biträdande överbefälhavare för de väpnade styrkorna.
Nästan omedelbart ökade dock spänningarna mellan den pan-arabistiske Arif och den irakiska nationalisten Qasim, som också hade stöd av det irakiska kommunistpartiet. Den förra stödde en union med Förenade Arabrepubliken (UAR) – bestående av Egypten och Syrien – under president Gamal Abdel Nasser, men den senare motsatte sig en sammanslagning med UAR. Som ett resultat inleddes en maktkamp mellan de två ledarna, som slutade med att Qasim segrade och Arif avsattes från sina positioner den 12 september. Han utnämndes till den lägre uppsatta posten som ambassadör i Bonn. Arif vägrade att tillträda tjänsten och när han återvände till Bagdad den 4 november arresterades han omedelbart för att ha konspirerat mot staten. Han dömdes till döden tillsammans med Rashid Ali al-Gaylani i februari 1959. Qasim lät honom friges i november 1961.

## Iraks president

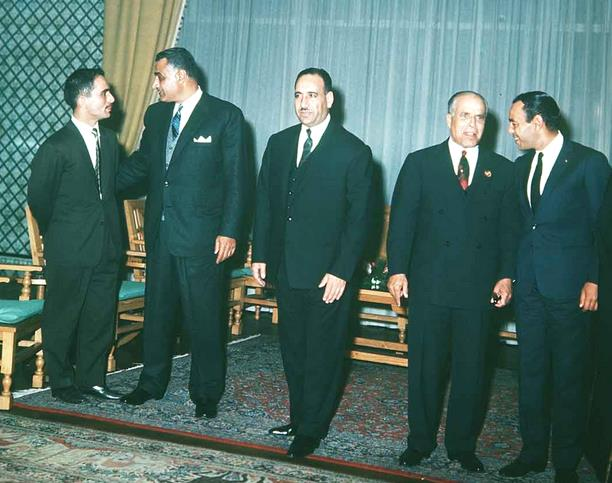
Arabiska ledare vid Arabförbundets toppmöte i Alexandria 1964. Från vänster till höger: Hussein av Jordanien, Gamal Abdel Nasser, Arif, Habib Bourguiba och Hassan II av Marocko

Qasim störtades den 8 februari 1963 av en koalition av Baathister, arméenheter och andra pan-arabistiska grupper. Arif hade tidigare valts ut till ledare för Iraks revolutionära befälsråd och efter kuppen valdes han till Iraks president på grund av sin popularitet. Qasim vädjade till Arif att bli landsförvisad istället för avrättad och påminde Arif om att han hade omvandlat sin dödsdom två år tidigare. Ändå krävde Arif att Qasim skulle svära vid Koranen att det var han, Arif, som hade varit den verkliga ledaren för kuppen 1958. Qasim vägrade och avrättades följaktligen.
Arif var en panarabist som förespråkade arabisk-islamisk nationalism, vilket orsakade konflikter mellan honom och Qasim. Han hade kritiserat Qasim för att ha uteslutit Irak från panarabiska ansträngningar och istället fört en irakisk politik. Arif hade dock även ganska liberala åsikter om kurder.
Även om han valdes till president, innehades mer makt av Baathisternas generalsekreterare Ali Salih al-Sa'di och Baathisternas premiärminister, Ahmed Hassan al-Bakr. Efter en Baathistledd kupp i Syrien i mars 1963 inledde Arif sitt lands återföreningssamtal med Syrien och Egypten (som hade brutit sig ur Förenade Arabemiraten 1961). Efter ett gräl med Nasser i juli avlägsnade Iraks Baath-regering alla icke-Baath-medlemmar från regeringen, trots Arifs stöd för Nasser. Den 18 november utnyttjade Arif, med stöd av missnöjda element inom militären, en splittring mellan Baath-rörelsen – vilket försvagade partiet – och avsatte deras medlemmar ur regeringen. Arif bildade ett nytt kabinett och behöll några baathister, men bestod mestadels av nasseristiska arméofficerare och teknokrater. Han behöll sitt presidentskap och utsåg sig själv till stabschef. En månad senare överlämnade han den senare posten till sin bror general Abdul Rahman Arif, och premiärposten till sin förtrogne generallöjtnant Tahir Yahya. Hösten 1964 försökte Baath-partiet avsätta Arif men misslyckades när deras komplott avslöjades. Arif lät arrestera konspiratörerna, inklusive Saddam Hussein.
Den 26 maj 1964 inrättade Arif det gemensamma presidentrådet med Egypten. Den 14 juli, på revolutionens årsdag, förklarade han grundandet av den Arabiska Socialistiska Unionen (ASU) i Irak och lovordade den som "tröskeln för att bygga den arabiska nationens enhet under arabisk socialism ". Den var nästan identisk i sin struktur med Egyptens ASU och liksom i Egypten upplöstes många av de arabiska nationalistpartierna och absorberades av ASU. Dessutom nationaliserades alla banker och över trettio stora irakiska företag. Arif vidtog dessa åtgärder i ett försök att föra Irak närmare Egypten för att främja enighet och den 20 december tillkännagavs planer för en union. Trots detta avgick de nasseristiska ministrarna från den irakiska regeringen i juli 1965.
President Arif spelade en viktig roll i att uppmuntra byggandet i Irak och utveckla landets infrastruktur.

## Död
Den 13 april 1966 omkom Arif i kraschen med det irakiska flygvapnets de Havilland DH.104 Dove 1, RF392, i södra Irak cirka 10 kilometer från Basras flygplats, och ersattes som president av sin bror Abdul Rahman. Rapporter vid den tidpunkten sade att Arif hade omkommit i en helikopterolycka. Abd al-Rahman al-Bazzaz blev tillförordnad president i tre dagar, och en maktkamp om presidentskapet utbröt. Vid försvarsrådets och kabinettets första möte för att välja en president behövde Al-Bazzaz två tredjedelars majoritet för att vinna presidentposten. Al-Bazzaz misslyckades och Abdul Rahman Arif valdes till president. Han ansågs av arméofficerare vara svagare och lättare att manipulera än sin bror.

## Familj
Den 13 december 2004 sköts Arifs dotter, Sana Abdul Salam, och hennes make, Wamith Abdul Razzak Said Alkadiry, ihjäl i sitt hem i Bagdad av okända angripare. Rafal Alkadiry, deras 22-årige son, kidnappades och dödades senare.